# Алі Аль-Ноно
Алі Мохаммед Мохаммед Аль-Ноно (араб. علي النونو; нар. 7 червня 1980, Ємен) — єменський футболіст, виступав на позиції нападника. Найкращий бомбардир в історії збірної Ємену.

## Клубна кар'єра
Футбольну кар'єру розпочав у 1995 році в єменському столичному клубі «Аль-Аглі». У 1998 році підписав контракт з єгипетським «Аль-Масрі», проте вже незабаром повернувся до «Аль-Аглі». У 2004 році був орендований іншим єменським клубом, «Шабаб Ібб». Потім виїхав за кордон, де до 2007 року виступав в суданському «Аль-Меррейху», бахрейнському «Бусайтіну» та сирійському «Тішріні». У 2007 році повернувся на батьківщину, де виступав у клубах «Аль-Аглі» (Сана) та «Аль-Тілал». Футбольну кар'єру завершив у 2014 році.

## Кар'єра в збірній
Вперше до складу національної збірної Ємену був викликаний Салемом Абдел Рахманом у 2000 році. Дебютним голом у футболці національної команди відзначився 10 лютого 2000 року в поєдинку кваліфікації кубку Азії 2000 проти Непалу (3:0).
З 30-а забитими м'ячами є нйкращим бомбардиром в історії єменської збірної. До 2010 року був капітаном національної команди.

## Статистика

### Клубна
Станом на 15 липня 2012.
| Клуб                        | Сезон   | Ліга  | Ліга | Кубок | Кубок | Континентальні | Континентальні | Загалом | Загалом |
| Клуб                        | Сезон   | Матчі | Голи | Матчі | Голи  | Матчі          | Голи           | Матчі   | Голи    |
| --------------------------- | ------- | ----- | ---- | ----- | ----- | -------------- | -------------- | ------- | ------- |
| «Аль-Аглі» (Сана)           | 1999–00 |       |      |       |       |                |                |         |         |
| «Аль-Аглі» (Сана)           | 2000–01 |       | 24   |       |       |                |                |         | 24      |
| «Аль-Аглі» (Сана)           | 2001–02 |       | 14   |       |       |                |                |         | 14      |
| «Аль-Аглі» (Сана)           | 2002–03 |       |      |       |       |                |                |         |         |
| «Аль-Аглі» (Сана)           | 2003–04 |       | 14   |       |       |                |                |         | 58      |
| Загалом                     |         |       |      |       |       |                |                |         |         |
| «Шабаб Ібб»                 | 2003–04 |       |      |       |       | 1              | 1              | 1       | 1       |
| Загалом                     | Загалом |       |      |       |       | 1              | 1              | 1       | 1       |
| «Аль-Меррейх»               | 2004–05 |       | 6    |       |       |                | 1              |         | 7       |
| Загалом                     | Загалом |       | 6    |       |       |                | 1              |         | 7       |
| «Бусайтін»                  | 2005–06 |       | 1    |       |       |                |                |         |         |
| Загалом                     |         |       |      |       |       |                |                |         |         |
| «Тішрін»                    | 2006–07 |       |      |       |       |                |                |         |         |
| Загалом                     |         |       |      |       |       |                |                |         |         |
| «Аль-Аглі» (Сана)           | 2006–07 |       | 9    |       |       |                |                |         | 9       |
| «Аль-Аглі» (Сана)           | 2007–08 |       | 12   |       |       | 6              | 2              | ??      | 14      |
| «Аль-Аглі» (Сана)           | 2008–09 |       | 11   |       |       |                |                |         | 11      |
| «Аль-Аглі» (Сана)           | 2009–10 |       | 12   |       |       | 4              | 1              | ??      | 13      |
| Загалом                     |         |       |      |       |       |                |                |         |         |
| «Аль-Тілал»                 | 2010–11 |       | 1    |       |       |                |                |         | 1       |
| Загалом                     |         |       |      |       |       |                |                |         |         |
| «Аль-Аглі» (Сана)           | 2010–11 |       | 8    |       |       |                |                |         | 8       |
| «Аль-Аглі» (Сана)           | 2011–12 | 26    | 12   |       |       |                |                | 26      | 12      |
| Загалом                     | Загалом |       |      |       |       |                |                |         | 20      |
| Усього за «Аль-Аглі» (Сана) |         |       |      |       |       |                |                |         |         |
| Усього за кар'єру           |         |       |      |       |       |                |                |         |         |

### У збірній
Голи за збірну
Аль-Ноно відзначився щонайменше 30-а голами за національну команду й за цим показником є найкращим бомбардиром в історії збірної Ємену.
| #  | Дата              | Місце         | Суперник    | Рахунок | Результат   | Змагання                           |
| -- | ----------------- | ------------- | ----------- | ------- | ----------- | ---------------------------------- |
| 1  | 10 лютого 2000    | Ель-Кувейт    | Непал       | 2–0     | 3–0         | кваліфікація Кубку націй АФК 2000  |
| 2  | 18 лютого 2000    | Ель-Кувейт    | Бутан       | 2–0     | 11–2        | кваліфікація Кубку націй АФК 2000  |
| 3  | 18 лютого 2000    | Ель-Кувейт    | Бутан       | 8–2     | 11–2        | кваліфікація Кубку націй АФК 2000  |
| 4  | 18 лютого 2000    | Ель-Кувейт    | Бутан       | 0–2     | 11–2        | кваліфікація Кубку націй АФК 2000  |
| 5  | 7 квітня 2001     | Б. С. Бегеван | Бруней      | 4–0     | 5–0         | кваліфікація чемпіонату світу 2002 |
| 6  | 7 квітня 2001     | Б. С. Бегеван | Бруней      | 5–0     | 5–0         | кваліфікація чемпіонату світу 2002 |
| 7  | 11 травня 2001    | Сана          | ОАЕ         | 2–1     | 2–1         | кваліфікація чемпіонату світу 2002 |
| 8  | 18 травня 2001    | Аль-Айн       | ОАЕ         | 1–1     | 2–3         | кваліфікація чемпіонату світу 2002 |
| 9  | 26 серпня 2004    | Сана          | Сербія      | 1–2     | 1–2         | Товариський                        |
| 10 | 8 вересня 2004    | Сана          | ОАЕ         | 1–0     | 3–1         | кваліфікація чемпіонату світу 2006 |
| 11 | 8 вересня 2004    | Сана          | ОАЕ         | 3–1     | 3–1         | кваліфікація чемпіонату світу 2006 |
| 12 | 1 листопада 2004  | Абу-Дабі      | Замбія      | 1–2 (P) | 2–2         | Товариський                        |
| 13 | 1 березня 2006    | Нью-Делі      | Індія       | 3–0 (P) | 3–0         | кваліфікація кубку націй АФК 2007  |
| 14 | 15 листопада 2006 | Сана          | Індія       | 2–1     | 2–1         | кваліфікація кубку націй АФК 2007  |
| 15 | 9 листопада 2007  | Сана          | Таїланд     | 1–1     | 1–1         | кваліфікація чемпіонату світу 2010 |
| 16 | 5 січня 2009      | Маскат        | ОАЕ         | 1–3     | 1–3         | Кубок націй Перської затоки 2009   |
| 17 | 11 січня 2009     | Маскат        | Катар       | 1–1 (P) | 1–2         | Кубок націй Перської затоки 2009   |
| 18 | 30 грудня 2009    | Сана          | Таджикистан | 2–1     | 2–1         | Товариський                        |
| 19 | 15 січня 2010     | Сана          | Кенія       | 1–1     | 3–1         | Товариський                        |
| 20 | 20 січня 2010     | Сана          | Бахрейн     | 1–0     | 3–0         | Кубок азійських націй 2011         |
| 21 | 20 січня 2010     | Сана          | Бахрейн     | 2–0     | 3–0         | Кубок азійських націй 2011         |
| 22 | 7 вересня 2010    | Сана          | Сирія       | 1–0 (P) | 2–1         | Товариський                        |
| 23 | 7 вересня 2010    | Сана          | Сирія       | 2–1     | 2–1         | Товариський                        |
| 24 | 25 вересня 2010   | Амман         | Ірак        | 1–0     | 1–2         | Чемпіонат ФФ Західної Азії 2010    |
| 25 | 27 вересня 2010   | Амман         | Палестина   | 1–0     | 3–1         | Чемпіонат ФФ Західної Азії 2010    |
| 26 | 27 вересня 2010   | Амман         | Палестина   | 3–1     | 3–1         | Чемпіонат ФФ Західної Азії 2010    |
| 27 | 1 жовтня 2010     | Амман         | Кувейт      | 1–0     | 1–1 (P.3–4) | Чемпіонат ФФ Західної Азії 2010    |
| 28 | 28 жовтня 2010    | Аден          | Сенегал     | 1–1     | 4–1         | Товариський                        |
| 29 | 7 листопада 2010  | Абіан         | Уганда      | 1–0     | 2–2         | Товариський                        |
| 30 | 7 листопада 2010  | Абіан         | Уганда      | 2–0     | 2–2         | Товариський                        |

## Досягнення

### Клубні
«Аль-Аглі» (Сана)
- Єменська ліга
  -  Чемпіон (3): 1998/99, 1999/00, 2000/01
- Кубок Президента Ємену
  -  Володар (2): 2001, 2009
- Суперкубок Ємену
  -  Володар (2): 2004

### Індивідуальні
- Найкращий бомбардир чемпіонату Ємену (2): 2001 (24 голи) та 2008 (11 голів)